# Hindborg Sogn
Hindborg Sogn er et sogn i Skive Provsti (Viborg Stift).
I 1800-tallet var Hindborg Sogn og Dølby Sogn annekser til Hem Sogn. Alle 3 sogne hørte til Hindborg Herred i Viborg Amt. Hem-Hindborg-Dølby sognekommune blev ved kommunalreformen i 1970 indlemmet i Skive Kommune.
I Hindborg Sogn ligger Hindborg Kirke.
I sognet findes følgende autoriserede stednavne:
- Hindborg (bebyggelse, ejerlav)